# Pusi (distrito)
Pusi é um distrito do departamento de Puno, localizada na província de Huancané, Peru.

## Transporte
O distrito de Pusi é servido pela seguinte rodovia:
- PU-119, que liga a cidade de Capachica ao distrito de Taraco
- PE-34H, que liga o distrito de San Pedro de Putina Punco (e a Fronteira Bolívia-Peru, Parque Nacional Madidi) à cidade de Juliaca [1][2][3]